# Jan Ruijscher

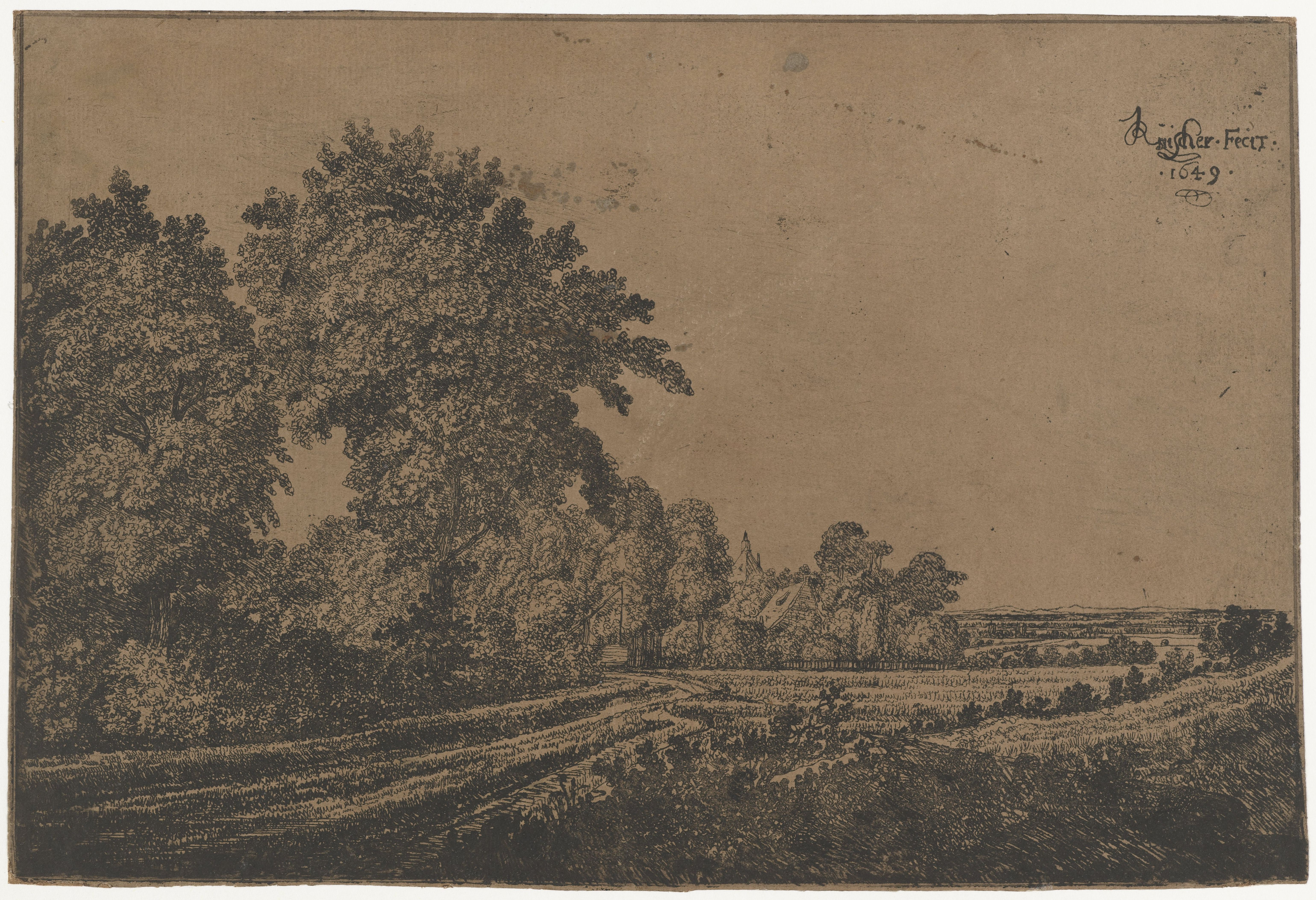
Landstraße mit Bäumen, Radierung 1649

Jan Ruijscher (auch Johannes Rauscher, Jan Ruyscher; * ca. 1625 in Franeker, Niederlande; † ca. 1675 in Dresden) war ein holländischer Graphiker, Radierer und Maler, der in den Niederlanden, Brandenburg und Sachsen gewirkt hat.

## Leben und Wirken
Jan Ruijscher ist wahrscheinlich der Sohn von Johann (Hans) Rauscher II († 1632) und der Enkel von Johann (Hans) Rauscher I, der sich 1589 in Leipzig niederließ. Jan Ruijscher ehelichte am 4. April 1649 in Dordrecht Cornelia Sabout (* 1629).
Aufgrund seines Malstils nimmt man an, dass er in den 1640er Jahren in der Schule von Rembrandt in Amsterdam gelernt hatte, bevor er von Hercules Segers beeinflusst wurde. Man nannte Ruijscher deshalb auch den „Kleinen Herkules“. Seine ersten datierten Werke sind Radierungen aus dem Jahr 1649. Er lebte bis 1657 in Dordrecht, war aber seit 1652 auch Hofmaler am Hof von Kleve, wo er hauptsächlich Landschaften malte.
Von 1657 bis 1662 wirkte er am Hof des Großen Kurfürsten in Berlin, der sich seit seiner Jugend sehr für die holländische Kunst interessierte, und schließlich bis zu seinem Tod am Hof des Kurfürsten von Sachsen. 
Sein Monogramm besteht aus den Buchstaben I und R.

## Andere Namen
Jan Ruijscher wird in der zeitgenössischen und heutigen Literatur unter vielen unterschiedlichen Namen aufgeführt.
- Rauscher, Jan
- Rauscher, Johannes
- Rausscher, Jan
- Rausscher, Johannes
- Rousscher, Jan
- Rousscher, Johannes
- Ruijscher, Jan
- Ruijscher, Johannes
- Ruijsscher, Jan
- Ruijsscher, Johannes
- Ruischer, Jan
- Ruischer, Johannes
- Ruisscher, Jan
- Ruisscher, Johannes
- Ruycher, Jan
- Ruycher, Johannes
- Ruyscher, Johannes
- Ruysscher, Jan
- Ruysscher, Johannes
- Ruischer, Ioannes
- Hercules, Jonge
- Jonge Hercules